# Стоянка поїзда — дві хвилини
«Стоянка поїзда — дві хвилини» (рос. «Стоянка поезда — две минуты») — російський радянський художній фільм 1972 року режисерів Олександра Орлова і Марка Захарова. Музична телевізійна комедія.

## Сюжет
З Москви в провінційне містечко приїжджає на роботу лікар. Спочатку він тужить по столиці і друзям. До того ж, немає пацієнтів. Ігор вирішує повернутися в Москву, але знайомство з місцевими жителями, а ще більше почуття, що виникло між ним і медсестрою Альоною, змушує змінити прийняте рішення.

## У ролях
- Юрій Бєлов
- Олег Відов
- Валентина Теличкіна
- Олександр Вігдоров
- Алла Будницька
- Людмила Іванова
- Юрій Саранцев
- Віктор Сергачов
- Борис Січкін
- Кіра Смирнова
- Тетяна Гаврилова
- Світлана Швайко
- Ірина Сушин
- Алла Мещерякова
- Ніна Крачковська
- Леонід Каневський
- Римма Ємельяненко
- Юрій Сорокін
- Ігор Суровцев
- Віталій Комісаров
- Володимир Грамматиков
- Андрій Дрознін
- Сергій Малишевський
- Роман Юр'єв-Лунц
- Едуард Абалян

## Творча група
- Автори сценарію: — Марк Захаров
- Режисери-постановники: — Олександр Орлов, Марк Захаров
- Оператори-постановники: — Євген Русаков
- Художники-постановники: — Юрій Углов
- Композитори: — Геннадій Гладков
- Автори тексту пісень: — Юрія Ентіна